# Cazinská vzpoura
Cazinská vzpoura (srbochorvatsky Cazinska buna/Цазинска буна) byla vzpourou bosenského obyvatelstva v tzv. Cazinské krajině (okolí měst Cazin, Velika Kladuša a Slunj v Bosně a Hercegovině) v květnu 1950.
Sedláci, ale i partyzáni se bouřili proti kolektivizační politice. I když bylo již združstevňování venkova v té době v zemi na ústupu, vypukla několik let nahromaděná nenávist ke komunistické vládě. V čele vzpoury stály přední osobnosti z oblasti, sedláci a veteráni partyzánského boje (Mile Devrnja, Milan Božić, Ale Čović – dva byli Srbové a jeden muslim). Celkem se jí účastnilo asi kolem 720 lidí. Pozoruhodným faktem bylo, že shodu v této záležitosti našli sedláci jak srbské, tak muslimské národnosti. Drtivá většina vzbouřenců byli Bosňáci, předními organizátory vzpoury byli Srbové.
Za den povstání byl zvolen Đurđevdan (6. května 1950). Nespokojení nejprve požadovali navrácení původních poměrů v oblasti vlastnictví půdy, rychle ale jejich sympatie přešly směrem k restauraci jugoslávské monarchie v čele s králem Petarem II. a exilovou vládou, vedenou Ivanem Šubašićem. Odmítali sovětské pořádky, aplikované v modifikované podobě v tehdejší Jugoslávii a žádali orientaci na západoevropské státy. Vzbouřenci napadli několik zemědělských družstev a poté zaútočili na Velikou Kladušu a Cazin.
Vzpouru zastavily jednotky JLA, které do Cazinu dorazily ze všech koutů BiH. Účastníky vzpoury soudily na konci května 1950 vojenské soudy. V devíti procesech byli účastníci obviňováni z kontrarevoluce, ze spolupráce se SSSR, či monarchistickým režimem. 15 z nich bylo odsouzeno k trestu smrti, mnozí pak k trestům odnětí svobody. Stovky účastníků povstání byli vysídleny z oblasti. Klíčovou roli v udělování trestů měla podle dobové dokumentace tajná policie UDBA.

## Následky
Události v okolí Cazinu z května 1950 byly v Jugoslávii až do roku 1990 víceméně tabu. Vynořily se tak četné spekulace, které živil především nedostatek informací mezi veřejností. Místní obyvatelstvo si stěžovalo, že jugoslávské politické špičky vnímaly region jako nepřátelský, a odmítaly jej jakkoliv ekonomicky a společensky modernizovat a rozvíjet. První publikace o vzpouře vyšla až v roce 1991.